# Клаус (ураган, 1984)
Ураган «Клаус» (англ. Hurricane Klaus) — ураган в Северной Атлантике, который обрушился на Подветренные острова в ноябре сезона ураганов в Атлантике 1984 года. 
Формируясь из обширной области низкого давления 5 ноября, Клаус на протяжении большей части своего пути поддерживал движение на северо-восток. После выхода на берег на крайнем востоке Пуэрто-Рико он прошёл к северу от Подветренных островов., что привело к сильным юго-западным ветрам и бурному морю. Клаус достиг статуса урагана и достиг максимальной скорости ветра 90 миль в час (145 км / ч), прежде чем 13 ноября стал внетропическим в более прохладных водах. Шторм обрушился на Пуэрто-Рико, вызвав незначительные наводнения и легкий ущерб. Клаус нанес серьёзный морской ущерб Подветренным островам, в том числе повредил как минимум три корабля. Серьёзный ущерб понесли и Виргинские острова.

## Метеорологическая история
1 ноября над крайним юго-востоком Карибского моря постепенно образовалась обширная область низкого давления. Она медленно продвигалась на запад и неуклонно организовывалась. К 4 ноября система остановилась к северу от Кюрасао, после чего последовал поворот на северо-восток. Конвекция медленно организовывалась по мере формирования поверхностной циркуляции, и 5 ноября система превратилась в Пятнадцатую тропическую депрессию. Первоначально слабая, скорость ветра составляла всего 32 км / ч, депрессия стабильно организовывалась по мере продвижения на северо-восток, и миссия разведывательного самолёта подтвердила существование циклона 6 ноября, поскольку он находился на полпути между Пуэрто-Рико и Нидерландскими Антильскими островами.. Поздно 6-го числа депрессия переросла в тропический шторм Клаус, находясь недалеко к югу от Пуэрто-Рико . [1]
Тропический шторм Клаус продолжал северо — восток, и сделал подход к берегу на крайнем востоке Пуэрто — Рико в начале 7 ноября шторм прошёл на небольшом расстоянии к северу от Малых Антильских островов ,,и стал первым тропическим циклоном в истории человечества, чтобы повлиять на острова с запада. Благоприятные условия позволили шторму продолжить усиление, и Клаус получил статус урагана в начале 8 ноября. Ураган ускорился на северо-восток и достиг своей максимальной интенсивности в 90 миль в час (145 км / ч) поздно 8 ноября. Пиковая сила за 30 часов, Клаус немного ослаб. Взаимодействие с минимумом верхнего уровня повернуло ураган на запад 11 ноября, хотя и приблизился к впадине низкого давления. Повернул ураган Клаус на северо-восток холодный воздух и более прохладная вода ослабили конвекцию вокруг центра 12 ноября, и Клаус превратился в субтропический шторм . Он ускорился на северо-восток и 13 ноября перерос во внетропический шторм, находясь примерно в 440 милях (700 км) к юго-юго-востоку от мыса Рэйс , Ньюфаундленд . Шесть часов спустя его поглотила другая внетропическая система.

## Подготовка
Вскоре после формирования штормовые предупреждения были выпущены для Пуэрто-Рико , Виргинских островов , Нидерландских Антильских островов и Подветренных островов , Сент-Китс и Невис и Ангилья . Клаус был первым зарегистрированным тропическим циклоном, обрушившимся на Подветренные острова с запада, и в результате многие из них оказались неподготовленными к сильным ветрам и большим волнам с юго-запада. 

## Последствия

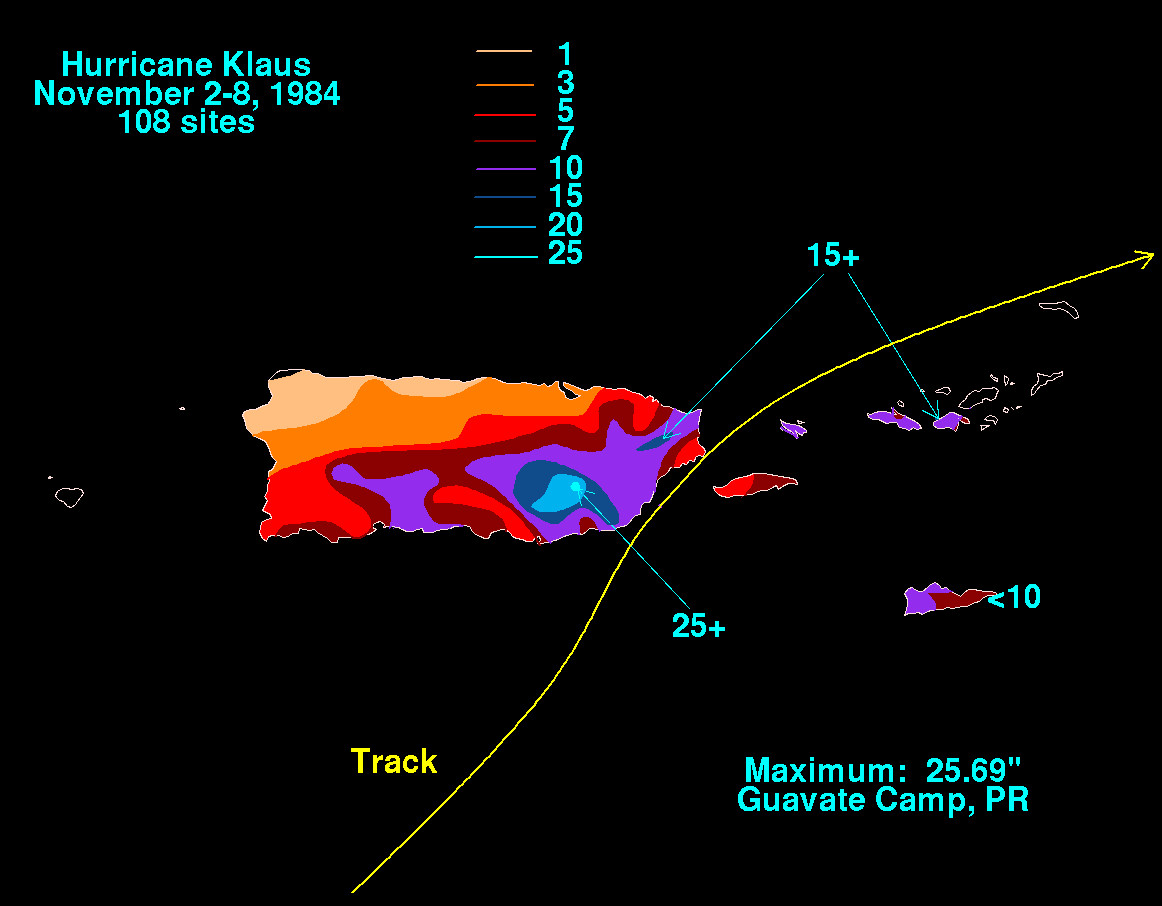
Rainfall totals from Klaus

Проходя мимо Пуэрто-Рико , Тропический шторм Клаус там шли сильные дожди, достигнув максимума 25,69 дюйма (653 мм) в лагере Гуавате в юго-восточной части острова. Большая часть южной половины Пуэрто-Рико сообщила о более 7 дюймов (180 мм) (178 мм). На Вьекес выпало около 7 дюймов осадков, а на Кулебре — более 10 дюймов (250 мм). Обильные дожди привели к наводнению пресной водой. Сильнейшие ветры шторма оставались у берега, и порывы ветра достигали максимальной скорости 37 миль в час (60 км / ч) на военно-морской базе Рузвельт-Роудс.. Ветры и дожди на острове привели к поваленным деревьям и линиям электропередач, хотя ущерб был минимальным. Клаус нанес удар по острову в день выборов, что немного помешало процессу.
Сент-Джон на Виргинских островах Соединённых Штатов сообщил о выпадении более 15 дюймов (380 мм) осадков в связи с тропическим штормом Клаус. И Сент-Томас, и Санта-Крус получили около 10 дюймов, в то время как количество осадков на Британских Виргинских островах оставалось ниже 10 дюймов. Тропический шторм Клаус вызвал сильное наводнение и обширный ущерб на Виргинских островах США. Сильные юго-западные ветры привели к ураганным ветрам и бурному морю вдоль юго-западной части Подветренных островов . Грозовые волны нанесли значительный ущерб морским интересам в этом районе. В Ангилье, три корабля потерпели крушение. В одной миле (1,6 км) от Сен-Мартена бурное море разбило круизный лайнер . 60 пассажиров и 23 члена экипажа благополучно доплыли до берега, хотя один человек был госпитализирован. Бурное море также повредило местные коралловые рифы . [10] На острове Доминика пострадали 10 000 человек . Там, шторм вызвал $ 2 миллиона (1984 USD , $ 3,9 млн 2006 долларов США) в ущерб и в результате двух погибших. На Антигуа сильные волны от урагана вызвали серьёзную эрозию пляжа., который поставил под угрозу шоссе за размытым пляжем. Сообщалось также о эрозии пляжей на соседней Барбуде. Британские Виргинские острова понесли умеренный ущерб на общую сумму 152 миллиона долларов. На Сент-Китс и Невис также был нанесен значительный ущерб побережью подветренной стороны в результате шторма, самым серьёзным из которых было разрушение городского порта Сэнди-Пойнт на Сент-Китсе .